# Ferid Murad
Ferid Murad (14 tháng 9 năm 1936 – 4 tháng 9 năm 2023) là một bác sĩ và nhà dược lý học người Mỹ gốc Albania, đã đoạt giải Nobel Sinh lý và Y khoa năm 1998 chung với Robert F. Furchgott và Louis J. Ignarro.

## Cuộc đời và Sự nghiệp
Ông sinh tại Whiting, Indiana, là con của Jabir Murat Ejupi, một người Albania nhập cư từ Gostivar, Macedonia, và Henrietta Bowman, một Kitô hữu người Mỹ. Ferid Murad được nuôi dạy như một Kitô hữu.
Ông đậu bằng cử nhân hóa học ở đại học DePauw năm 1958, bằng bác sĩ y khoa và tiến sĩ dược lý học ở đại học Case Western Reserve năm 1965. Ông làm việc ở đại học Virginia, nơi ông trở thành giáo sư năm 1970, sau đó chuyển sang đại học Stanford năm 1981. Murad rời Đại học Stanford năm 1988, chuyển sang làm phó chủ tịch các phòng thí nghiệm Abbott. Năm 1993 ông mở công ty riêng "Molecular Geriatrics Corporation", một công ty công nghệ sinh học. Công ty này gặp khó khăn về tài chính. Năm 1997 Murad làm việc ở University of Texas Health Science Center at Houston, mở một phân khoa mới về sinh học điều hợp, dược lý học và sinh lý học. Tại đây, ông làm giáo sư Y học và Sinh lý học. Tháng 4 năm 2011, ông chuyển sang đại học George Washington làm giáo sư Hóa sinh và Sinh học phân tử.
Ông qua đời tại Menlo Park, California, vào ngày 4 tháng 9 năm 2023, thọ 86 tuổi.

## Công trình nghiên cứu
Công trình nghiên cứu then chốt của Murad đã chứng minh rằng nitroglycerin và những thuốc liên quan đã làm việc bằng cách giải phóng nitơ monoxit trong cơ thể, chất này hành động như một phân tử tín hiệu trong hệ tuần hoàn, làm cho các mạch máu giãn ra. Các bước còn thiếu trong quá trình truyền tín hiệu được Robert F. Furchgott và Louis J. Ignarro của Đại học California tại Los Angeles bổ sung, do đó cả ba người đều được trao giải Nobel Sinh lý và Y khoa năm 1998 (riêng Murad và Furchgott cũng được trao giải Albert Lasker cho nghiên cứu Y học cơ bản năm 1996 cho công trình nghiên cứu này).
Tuy nhiên, có một số chỉ trích quyết định của Ủy ban giải Nobel đã không trao giải cho Salvador Moncada, người đã nghiên cứu độc lập cũng dẫn tới kết quả giống như kết quả của LLouis J. Ignarro.

## Giải thưởng và Vinh dự
- giải Albert Lasker cho nghiên cứu Y học cơ bản năm 1996
- Giải Nobel Sinh lý và Y khoa năm 1998 (chung với Robert F. Furchgott và Louis J. Ignarro)
- Viện sĩ Viện hàn lâm Khoa học quốc gia Hoa Kỳ
- Viện sĩ danh dự Viện hàn lâm Khoa học và Nghệ thuật Kosovo.[5]
- Tháng 5 năm 2012, thị xã Čair đã trao tặng ông danh hiệu công dân danh dự. Trong buổi lễ tổ chức ở tòa thị chính, Murad đã nói rằng mọi thành tựu của ông được dâng hiến cho quê hương Albania.[6]